# Hans Mäder
Hans Mäder (* 19. April 1958 in Niederuzwil; heimatberechtigt in Kirchberg SG) ist ein Schweizer Politiker (Die Mitte). Seit 1. Januar 2021 ist er Stadtpräsident von Wil.

## Ausbildung und Beruf
Mäder wuchs in Wil auf, arbeitete von 1980 bis 1984 beim St. Galler Tagblatt und beim Neuen Wiler Tagblatt als Redaktor. Anschliessend studierte er öffentliche Verwaltung an der Universität St. Gallen. Von 1989 bis 1995 war er Assistent beim Lehrstuhl von Ernst Buschor. Er arbeitete von 1996 bis 2003 als Mitinhaber eines IT-Unternehmens und in der Geschäftsleitung eines Treuhandbüros. Während fünf Jahren arbeitete er hauptsächlich als Gemeindepräsident von Eschlikon.

## Politik
Mäder war von 1978 bis 1980 Vorstandsmitglied der Jungen CVP Schweiz. Von 1998 bis 2002 war er Fraktionspräsident der CVP im Stadtparlament Wil. Ab 2015 war er Gemeindepräsident von Eschlikon. Im November 2020 wurde Mäder im zweiten Wahlgang zum neuen Stadtpräsidenten von Wil gewählt.
Ende 2022 wurde Kritik an Mäder laut. Ein Bericht der Geschäftsprüfungskommission des Stadtparlaments zur Entstehung der «E-City Wil App», einem virtuellen Marktplatz für lokale Unternehmen, ergab folgende Sachlage: Ein Antrag an den Stadtfonds wurde von der Stadt Wil im Auftrag der Arbeitsgruppe Fussgängerzone an den Stadtfonds eingereicht. Beitragsempfänger war ein Unternehmen, dessen Inhaber Mäder war. Mäder war Vorsteher aller vier Gruppen, was gemäss Kritikern Sachzwänge und Interessenkonflikte bedeutete. Mäder hätte dies als erfahrenem Politiker auffallen müssen. Mäder verteidigte das Vorgehen, in dem er erklärte, dass die Stadt die operative Führung nicht hätte übernehmen können und deswegen diese Unternehmensstruktur gewählt wurde. Die Vorwürfe seien ein "Wahlkampf-Manöver". Im September 2024 wurde ein Strafverfahren gegen Mäder wegen ungetreuer Amtsführung aufgenommen. Die Vorwürfe des Amtsmissbrauchs und der Veruntreuung liess die Staatsanwaltschaft nicht zum Verfahren zu.
Bei den Erneuerungswahlen am 22. September 2024 wurde Hans Mäder trotzdem klar wiedergewählt. Er konnte sich mit 3553 zu 1502 gegen den Herausforderer der SVP, Andreas Hüssy durchsetzen.

## Privates
Hans Mäder ist verheiratet, hat zwei erwachsene Kinder und ist konfessionslos.

## Fussnoten
1. 1 2 3  Hans Mäder. In: smartvote.ch. Abgerufen am 19. Dezember 2020 (Stadtpräsidiumswahlen 2020).
2. 1 2 3 4 5  Lebenslauf. (PDF; 478 KB) In: hansmaeder.ch. Abgerufen am 19. Dezember 2020.
3. 1 2  Katja Fässler: Von inkognito zum Oberhaupt. In: wilernachrichten.ch. Abgerufen am 19. Dezember 2020.
4. 1 2 3 4  Über mich. In: hansmaeder.ch. Abgerufen am 19. Dezember 2020.
5. ↑  Simon Dudle: Stadtpräsident Mäder: «Dass es so deutlich ist, kommt überraschend». In: hallowil.ch. Archiviert vom Original (nicht mehr online verfügbar) am 13. Januar 2021; abgerufen am 19. Dezember 2020.  Info: Der Archivlink wurde automatisch eingesetzt und noch nicht geprüft. Bitte prüfe Original- und Archivlink gemäß Anleitung und entferne dann diesen Hinweis.
6. ↑  red: Hans Mäder ist neuer Wiler Stadtpräsident. In: tagblatt.ch. Abgerufen am 19. Dezember 2020.
7. ↑  Sabrina Manser: «Unbegreiflich und höchst problematisch»: Schwere Vorwürfe gegen den Wiler Stadtpräsidenten Hans Mäder wegen den Vorgängen rund um die E-City-App. In: Wiler Zeitung. 23. Dezember 2022, abgerufen am 13. Januar 2023.
8. ↑  Sabrina Manser: «Mäder vermischt private Interessen mit seiner öffentlichen Aufgabe als Stadtpräsident»: Das sagt ein Professor für Öffentliches Recht zum Fall E-City-App. In: Wiler Zeitung. 8. Dezember 2022, abgerufen am 13. Januar 2023.
9. ↑  Sabrina Manser: «Das Ergebnis ist ziemlich gravierend»: Das sagt der Wiler Politiker, der den Stein betreffend E-City-App und Hans Mäder ins Rollen gebracht hat. In: Wiler Zeitung. 28. Dezember 2022, abgerufen am 13. Januar 2023.
10. ↑  Darina Schweizer: E-City-App-Affäre: Hans Mäder wittert Wahlkampf-Manöver. In: Wiler Nachrichten. 12. Januar 2023, abgerufen am 13. Januar 2023.
11. ↑  Michael Nittnaus: Verdacht auf ungetreue Amtsführung: Strafverfahren gegen den Wiler Stadtpräsidenten Hans Mäder wird eröffnet. In: Wiler Zeitung. 3. September 2024, abgerufen am 24. Oktober 2024.
12. ↑  Hans Mäder als Stadtpräsident wiedergewählt, zweiter Wahlgang für zwei Stadtratssitze. In: stadtwil.ch. 22. September 2024, abgerufen am 24. Oktober 2024.

| Personendaten    | Personendaten                   |
| ---------------- | ------------------------------- |
| NAME             | Mäder, Hans                     |
| KURZBESCHREIBUNG | Schweizer Politiker (Die Mitte) |
| GEBURTSDATUM     | 19. April 1958                  |
| GEBURTSORT       | Niederuzwil                     |